# MMDF
MMDF („Multichannel Memo Distribution Facility“) ist ein Mail Transfer Agent, der an der University of Delaware entstand. MMDF wurde Ende 1979 auf einem Symposium der Association for Computing Machinery und des Institute of Electrical and Electronics Engineers vorgestellt. David Crocker hatte 1978 die Konzeption begonnen und im Frühjahr 1979 die Programmierung fertiggestellt.

## Arbeitsweise
MMDF bietet transparenten Zugriff auf verschiedene Netzwerk- und Übertragungsprotokolle unabhängig vom verwendeten Mail User Agent (MUA). Ein oder mehrere MUAs können damit auf einem einzelnen System eingesetzt werden.

### Empfang
MMDF empfängt die eingehenden Nachrichten von dem Eingabeprogramm jedes einzelnen Kanals. Dabei stellt das Programm Submit den Empfänger fest und weist einen entsprechenden Kanal für die Zustellung zu.
MMDF wählt anschließend den Kanal aus:
- local – für die lokale Zustellung.
- badusers – bei nicht vorhandenem lokalen Benutzer.
- badhosts – für weitere Behandlung zur Empfängerermittlung.
- für nicht lokale Zustellung ein Netzwerkkanal: z. B. UUCP.

Nun legt das Programm Submit die Nachricht in der entsprechenden Kanalwarteschlange ab.
Das Programm Deliver überträgt dann die Post aus jeder Warteschlange in den passenden Kanal für die Zustellung an den Benutzer.

### Versand
Das Programm Deliver wird zeitgesteuert ausgeführt, um Nachrichten aus der Kanalwarteschlange an das entsprechende Kanalprogramm zu übertragen, welches diese dann zum Ziel weiterleitet.